# ×Trititrigia
× Trititrigia là một chi thực vật có hoa trong họ Hòa thảo (Poaceae).

## Loài
Chi × Trititrigia gồm các loài: